# NGC 5331/1
NGC 5331/1 је спирална галаксија у сазвежђу Девица која се налази на NGC листи објеката дубоког неба.
Деклинација објекта је + 2° 6' 30" а ректасцензија 13h 52m 16,3s. Привидна величина (магнитуда) објекта NGC 5331 износи 14,1 а фотографска магнитуда 14,9. NGC 53311 је још познат и под ознакама UGC 8774, MCG 0-35-22, CGCG 17-82, VV 253, KCPG 401B, PGC 49266.